# Fargesia sagittatinea
Fargesia sagittatinea är en gräsart som beskrevs av Tong Pei Yi. Fargesia sagittatinea ingår i släktet bergbambusläktet, och familjen gräs. Inga underarter finns listade i Catalogue of Life.